# Lonlay-l'Abbaye
Lonlay-l'Abbaye é uma comuna francesa na região administrativa da Normandia, no departamento Orne. Estende-se por uma área de 52,33 km². Em 2010 a comuna tinha 1 160 habitantes (densidade: 22,2 hab./km²).